# 科氏異齒䲁
科氏異齒䲁（學名：Ecsenius collettei），又稱科氏無鬚䲁，為輻鰭魚綱鳚形目䲁科異齒䲁屬的一種，分布於中西太平洋巴布亞紐幾內亞海域，深度2至15公尺，本魚體延長，稍側扁，似圓柱狀；頭鈍短。前鼻孔具一鼻鬚；無眼上鬚及頸鬚，體色灰色，體側有3列排列整齊的黑色圓斑，眼睛凸出，虹膜為黃色，並有黑色斑塊，背鰭硬棘12枚、背鰭軟條14-15枚、臀鰭硬棘2枚、臀鰭軟條16枚，體長可達5公分，棲息在礁坡或沿海礁石，單獨或成小群活動，雌魚產附著性卵，雄魚有護卵行為，幼魚為浮游性，生活習性不明。